# Idioscopus indicus
Idioscopus indicus är en insektsart som beskrevs av Chandrasekhara A. Viraktamath 1979. Idioscopus indicus ingår i släktet Idioscopus och familjen dvärgstritar. Inga underarter finns listade i Catalogue of Life.